# Hydrovatus nigrita
Hydrovatus nigrita är en skalbaggsart som beskrevs av Sharp 1882. Hydrovatus nigrita ingår i släktet Hydrovatus och familjen dykare. Inga underarter finns listade i Catalogue of Life.